# SP-258
A SP-258 é uma rodovia radial do estado de São Paulo, administrada pela concessionária SPVias.

## Denominações
Recebe as seguintes denominações em seu trajeto:
Nome:	Francisco Alves Negrão, Rodovia
- De - até:	SP-127 (Capão Bonito) - Rio Itararé/PR-239 (Itararé)
- Legislação:	LEI 2.016 DE 22/06/79

## Descrição
Principais pontos de passagem: SP 127 (Capão Bonito) - Itapeva - Itararé - Divisa PR

## Características

### Extensão
- Km Inicial: 222,800
- Km Final: 342,670

### Localidades atendidas
- Capão Bonito
- Taquarivaí
- Guarizinho
- Areia Branca
- Itapeva
- Itaberá
- Itararé

### Pedágios
Praças de pedágio na rodovia:
- Taquarivaí (Km 250)
- Itararé (Km 326)